# Roussillon (provincie)

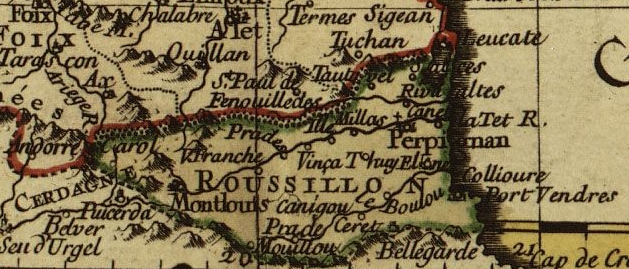
Kaart uit 1745

Roussillon (Catalaans: Rosselló) is een landstreek en historische provincie in het zuiden van Frankrijk. Het omvat ongeveer het huidige departement Pyrénées-Orientales en staat ook wel bekend als 'Noord-Catalonië' of 'Frans-Catalonië'.

## Historische indeling
De provincie gaat terug op drie burggraafschappen (of vegueria): het burggraafschap Roussillon (Roussillon in enge zin, met hoofdstad Perpignan), het burggraafschap Conflent (hoofdplaats Villefranche-de-Conflent) en het noordelijke deel van het burggraafschap Cerdagne (hoofdplaats Sallagosa). Vanaf 1344 werd de Roussillon (in ruime zin) geregeerd door de graven van Roussillon en Cerdagne (Rosselló y Cerdanya).
Capcir en Vallespir waren twee onderburggraafschappen (sots-vegueria) die ook tot de ruimere Roussillon behoorden en eveneens in 1659 aan Frankrijk werden overgedragen. Capcir is een klein gebied in het hoogste deel van de vallei van de Aude rond het stadje Formiguères (toenmalige hoofdplaats was Puigbalador) en was een onderburggraafschap van het burggraafschap Conflent. Vallespir, in het zuiden, was een onderburggraafschap van het burggraafschap Roussillon.

## Geografie

De verschillende landstreken

In enge zin wordt Roussillon in het zuiden begrensd door de Pyreneeën en de Spaanse regio Catalonië, in het westen en het noorden door de streken Fenouillèdes en Corbières (beiden deel van de historische entiteit Occitanië) en in het oosten door de Middellandse Zee. De historische hoofdstad van de streek is Perpignan.
De voormalige provincie Roussillon bestaat vandaag uit verschillende natuurlijke substreken, namelijk:
- Roussillon (in enge zin)
  - Roussillon-vlakte
  - Aspres (dor en droog gebied), ten zuiden van de Ribéral
  - Ribéral (vruchtbaar gebied ten noorden van Aspres)
  - Salanque (in het noordoosten)
  - Catalaanse Corbières, direct ten westen van Salanque (het Catalaanse deel van het Corbières-massief)
  - Costa Vermella (kust in het uiterste zuidoosten)
  - Alberes, het meest oostelijke deel van de Pyreneeën
- Conflent, rond Prades
- (Alta) Cerdanya: het Franse deel van de Cerdanya
- Capcir
- Vallespir (een groene, vochtige vallei in het zuiden, tegen Spanje aan)

De streek Fenouillèdes ligt in het centrale noorden van het departement Pyrénées-Orientales, maar behoort niet tot de (historische) Roussillon.

## Geschiedenis
Tot de Vrede van de Pyreneeën in 1659 was Roussillon onderdeel van het vorstendom Catalonië (later van Spanje). In dat jaar kwam de Roussillon, samen met een aantal gebieden van de Spaanse Nederlanden, in Franse handen. Het gebied dat werd overgedragen stond bekend als Gouvernement des comtés de Roussillon et Cerdagne, en werd na de overdracht hernoemd tot de provincie Roussillon. Het zuidelijke deel van de Cerdanya bleef echter bij Spanje.
Tot aan de Franse Revolutie was het een zelfstandige Franse provincie. Roussillon grensde aan de provinciën Pays de Foix in het westen en Languedoc in het noorden, aan de Middellandse Zee in het oosten, en aan Aragon in het zuiden. Roussillon maakt sinds 1790 samen met de landstreek Fenouillèdes deel uit van het departement Pyrénées-Orientales, dat (sinds 2016) deel uitmaakt van de regio Occitanië.

## Cultuur
- Specifiek aan Roussillon is dat er naast Frans ook Catalaans gesproken wordt.
- Wijnen uit Roussillon zijn Côtes du Rousillon en Côtes du Rousillon Villages.